# Беллерофонт
Беллерофо́нт (грец. Βελλεροφῶν; або Βελλεροφόντης; Гіппоной) — напівлегендарний ефірський (коринфський) царевич, за міфологічним родоводом — син Главка, онук Сізіфа. Справжнім батьком Гіппоноя називали бога Посейдона. Відомий своїм крилатим конем Пегасом, якого царевич піймав на верхівці Акрокоринфа за допомогою казкової золотої вуздечки.
За переказами, вбив свого співвітчизника (за іншою версією — брата) Беллера, після чого й отримав прізвисько Беллерофонт, тобто «убивця Беллера»). Щоб очиститися від вбивства, Беллерофонт залишив батьківщину і прибув до двору тиринфського царя Прета. Царева дружина Антея (Сфенебея) намагалася спокусити Беллерофонта, а коли той не відповів їй взаємністю, звинуватила його перед чоловіком у посяганні на її честь. Прет відіслав Беллерофонта до свого тестя, лікійського царя Іобата з листом, у якому просив знищити гостя. За наказом Іобата Беллерофонт здійснив кілька подвигів, які всупереч сподіванням владаря не закінчилися загибеллю героя. Беллерофонт здолав Химеру, яка вивергала полум'я і мала голову й шию лева, тулуб кози, хвіст дракона. Він переміг ворогів Лікії, войовничих солімів та амазонок. Іобат одружив Беллерофонта із своєю дочкою Філоною (варіанти: Антіклеєю, Кассандрою) та зробив співволодарем і спадкоємцем лікійського престолу.
Але боги більше не сприяли Беллерофонтові. З трьох дітей він утратив найстаршого сина Ісандра, якого Арес убив під час боротьби з солімами; дочка Лаодамія, коханка Зевса й мати Сарпедона, загинула від стріл Артеміди. Пройнятий болем і тугою, Беллерофонт у самоті блукав берегом моря. А коли пройнятий пихою, намагався на крилах свого коня злетіти на Олімп, Пегас скинув його на землю.
Згідно з іншим міфом, Беллерофонт повернувся до Тиринфа, щоб помститися Претові й Анфеї.
У Коринфі існував культ Беллерофонта.
Наступником Беллерофонта став Фоант.
В античному образотворчому мистецтві міф про Беллерофонта представлений у вазописі, пластиці, в помпейських розписах; за мотивами міфу створено лібретто опер Т. Корнеля, Б. Фонтенеля, Ф. Сакраті, Д. Кукліна.
На честь царевича названо астероїд 1808 Беллерофон.